# Andhra Ikshvaku
Els Andhra Ikshvakus (Sànscrit इक्ष्वाकु, Telugu ఇక్ష్వాకులు) foren una de les primeres dinasties governants enregistrades a la regió del Guntur-Krishna-Nalgonda a Andhra Pradesh i Telangana. Van governar el país Telugu país al llarg dels rius Godavari i Krishna durant la primera meitat del segle ii. La seva capital fou Vijayapuri (Nagarjunakonda). És una creença comuna general que els Andhra Ikshvakus estaven relacionats als mitològic ikshvakus.
L'evidència arqueologica suggereix que els Andhra Ikshvakus van seguir immediatament als Satavahanes en el govern de la vall del riu Krishna. Els Ikshvakus van deixar inscripcions a Nagarjunakonda, Jaggayyapeta, Amaravati i Bhattiprolu.

## Evidència literària
Els Puranes els esmenten com Sriparvatiyas (Guardaboscos), Governants de Sriparvata (Els Boscos) i Andhrabhrtyas (Servidors dels Andhres). Els Satavahanes foren també coneguts com a andhres però varis dels reis de la dinastia es descriuen a si mateixos com satavahanes i mai com andhres o dinastia Andhra.